# Nanomia cara
Nanomia cara is een hydroïdpoliep uit de familie Agalmatidae. De poliep komt uit het geslacht Nanomia. Nanomia cara werd in 1865 voor het eerst wetenschappelijk beschreven door Agassiz.

## Beschrijving
De kolonie kan een lengte van enkele meters bereiken. Aan het ene uiteinde van de kolonie bevindt zich een opblaasbare structuur voor controle van het drijfvermogen. Hierna vormt een groot aantal zwembellen een 5-20 cm lange verdikking van de kolonie. De zwembellen zijn individuele dieren die de kolonie voortstuwen. Hun pulserende bewegingen worden gecoördineerd via een gemeenschappelijk netwerk van zenuwen. Langs de stam die de kolonie samenbindt, lopen verschillende soorten gespecialiseerde dieren. Sommigen verteren voedsel, terwijl anderen stekende tentakels gebruiken om hun prooi te vangen. Ze geven het voedsel af aan de "maagjes" die het voedsel doorslikken en verteren, en zo de hele kolonie van voedsel voorzien.

## Verspreiding
Dit koloniale roofdier is geregistreerd over de hele Noord-Atlantische Oceaan. Deze soort is goed aangepast aan het leven in diep water, maar verschijnt soms in grote aantallen dicht bij het zeeoppervlak.